# هیو پمبرتون
هیو پمبرتون (انگلیسی: Hugh Pemberton؛ ‏ ژوئن ۱۸۹۰ – ۱۵ ژانویهٔ ۱۹۵۶) پزشک اهل انگلستان بود.
وی مدرک کارشناسی پزشکی و جراحی را در سال ۱۹۱۳ از دانشگاه لیورپول گرفت و در دوران جنگ جهانی اول در سپاه پزشکی ارتش سلطنتی خدمت کرد. او از سال ۱۹۲۱ به عضویت کالج سلطنتی پزشکان درآمد و در سال ۱۹۲۴ پزشک ارشد بیمارستانی شد. او در سال ۱۹۲۲ کلینیک دیابت را در بیمارستان نورثرن تأسیس کرد و مقالاتی در مورد دیابت، تیروتوکسیکوز و بیماری سرخرگ محیطی منتشر کرد و نشانه پمبرتون در سال ۱۹۴۶ توصیف کرد.